# Super Monkey Ball
Super Monkey Ball és un videojoc de festa de plataformes del 2001 desenvolupat per Amusement Vision i publicat per Sega. Es va publicar com a títol que es llançaria juntament amb la GameCube el 14 de setembre de 2001, despertant interès com el primer joc de Sega publicat per a una consola de televisió de Nintendo.
El joc consisteix a guiar una bola transparent que conté un dels quatre micos (AiAi, MeeMee, Baby i GonGon) per una sèrie de plataformes semblants a un laberint. El jugador ha d'arribar a l'objectiu sense caure ni deixar que el temporitzador arribi a zero per avançar al següent nivell. També hi ha diversos modes multijugador, que són minijocs independents i extensions del joc principal.
Super Monkey Ball va rebre crítiques molt positives de la crítica, que van lloar la senzillesa i la subtil profunditat del seu esquema de control, tot i que alguns van considerar que la seva presentació era massa bàsica. El joc va tenir èxit comercial i va romandre un dels més venuts de Sega als Estats Units durant gran part del 2002, i finalment va obtenir una seqüela, Super Monkey Ball 2.
L'èxit del joc va donar lloc a una franquícia, amb 16 seqüeles fins ara. A causa del seu complex motor de física i de l'abundància de dreceres, Super Monkey Ball ha estat popular entre speedrunners professionals.